# Macario Santiago Kastner
Pour les articles homonymes, voir Kastner.
Macario Santiago Kastner (Londres, 15 octobre 1908 - Lisbonne, 12 mai 1992) est un pianiste, claveciniste, professeur de musique et musicologue anglais, naturalisé portugais.

## Biographie
Macarion Santiago Kastner naît à Londres le 15 octobre 1908 ; après des études à Amsterdam, Leipzig, Berlin et Barcelone, il développe une activité importante en tant que claveciniste, musicologue et conférencier sur la musique et les musiciens à travers l'Europe,. 
Il s'installe au Portugal à partir de 1934 où il réside jusqu'à sa mort.
Son penchant pour l'étude de la musique portugaise et espagnole de la Renaissance et du baroque, en particulier les claviers, l'amène à éditer d'importantes collections examinées par lui, telles celles de Correa de Arauxo, Antonio de Cabezón, António Carreira, Carlos de Seixas, Antonio Soler, Federico Mompou, entre autres. Il a publié des essais sur la musique et a collaboré avec l'Institut espagnol de musicologie de Barcelone. 
Il a reçu de nombreux prix et distinctions d'Espagne et du Portugal pour sa contribution à la diffusion du patrimoine musical de ces pays dans des écrits tels que : A interpretetaçäo da musica hispanica para 1450 ate 1650 (1936), Contribución al estudio de la música portuguesa y española (« Contribution à l'étude de la musique espagnole et portugaise ») (1941).
Il était professeur de musique au Conservatoire national de Lisbonne.
Il meurt le 12 mai 1992 à Lisbonne,.

## Prix et distinctions
- Membre de l'Académie royale des beaux-arts Saint-Ferdinand de Madrid depuis 1965
- Docteur Honoris Causa de l'Université de Coimbra (1984)
- Commandeur de l'Ordre de Sant'Iago de l'Épée (13 septembre 1984)[5].
- Medalha de Mérito Cultural (pt)
- Grand-Croix de l'Ordre de l'Infant Dom Henri (10 juin 1992 ; à titre posthume)[5].

## Publications

### Ouvrages
- (es) Contribución al estudio de la música española y portuguesa (Lisbonne, 1941) (OCLC 628408393)
- Carlos de Seixas, Coimbra, 1947
- Federico Mompou, Madrid, 1947
- Três compositores lusitanos para instrumentos de tecla, séculos XVI e XVII: António Carreira, Manuel Rodrigues Coelho, Pedro de Araújo. Lisbonne, 1979.

### Articles
- « La musique de clavier portugaise », La Revue musicale, no 195–196, 1940, p. 139–145.
- « Le “clavecin parfait” de Bartolomeo Jobernardi », Barcelone, Anuário Musical, no 8, 1953, p. 193–209
- « Relations entre la musique instrumentale française et espagnole au XVIe siècle », Anuário Musical, no 10, 1955, p. 84–108 ; no 11, 1956, p. 91–110.
- « Le rôle des tablatures d’orgue au XVIe siècle dans l’avènement du Baroque musical », Le ‘Baroque’ musical, Wégimont IV 1957, p. 131–149.
- « Quelques aspects du Baroque musical espagnol et portugais », dans Actes des Journées internationales d’étude du Baroque [I], Montauban 1963, Baroque no 1 (1965), p. 85–90.
- (es) « Orígenes y evolución del tiento para instrumentos de tecla », Barcelone, Anuário Musical, 1973, vol. XXVIII, p. 11–86.

### En tant qu'éditeur
- Antonio de Cabezón, Œuvres pour clavier, Obras de musica para tecla, arpa y vihuela. Schott, 1951
- Antologia de organistas de século XVI (1969). Œuvres tirées du Ms. 242 de la bibliothèque de l'Université de Coimbra d'Antonio de Cabezón, António Carreira, Heliodoro de Paiva et Giulio Segni.
- Manuel Rodrigues Coelho, Flores de Musica pera o instrumento de tecla e harpa, vol. 1 et 2 (1961)
- Ascanio Mayone, Secondo Libro di diversi capricci per sonare, 2 vol. (1964–1965)
- Carlos de Seixas, 25 Sonatas para instrumentos de tecla (1965)